# El desquite (película de 1983)
Para la película chilena de 1999, véase El desquite (película de 1999).
El desquite es una película argentina de acción y policial de 1983 dirigida por Juan Carlos Desanzo. Fue escrita por Juan Carlos Desanzo y Eduardo Mignogna, y basada en la novela homónima de Rubén Tizziani. Es protagonizada por Rodolfo Ranni, Julio de Grazia, Silvia Montanari, Ricardo Darín, Héctor Bidonde, Lucrecia Capello, Jorge Sassi y Gerardo Sofovich. Fue estrenada el 4 de agosto de 1983.

## Sinopsis
Juan Parini (Rodolfo Ranni) es un escritor frustrado que trabaja como corrector en una editorial. Ha pasado los 40 años, está casado con Teresa (Silvia Montanari) y es padre de dos hijos, cuando es contactado por un viejo amigo de la infancia, Emilio Celco (Gerardo Sofovich) quien regentea locales nocturnos. El encuentro entre los amigos es muy emotivo y nostálgico, después de muchos años de no verse. Allí Parini conoce a Elena (Gabriela Giardino) una joven bailarina y amiga íntima de Celco, la que despierta atracción en él. La vida nocturna lo atrae y a la vez lo rebela contra la rutina de su vida familiar. Poco tiempo después Celco, que viajaba en su auto junto a Elena, es acribillado a balazos en la ruta por sicarios a la orden de Heredia (Héctor Bidonde), un oscuro empresario ligado al narcotráfico. Es llevado al hospital donde muere debido a la gravedad de las heridas. Es así como Parini, quien desconocía los manejos turbios del fallecido Celco, debe hacerse cargo de sus negocios y decide vengar la muerte de su amigo, hechos que cambiarían drásticamente la vida monótona que llevaba hasta entonces.

## Reparto
- Rodolfo Ranni - Juan Parini/Peralta
- Julio De Grazia - Bermúdez
- Silvia Montanari - Teresa
- Ricardo Darín - Silvio
- Héctor Bidonde - Heredia
- Gerardo Sofovich - Emilio Celco
- Gabriela Giardino - Elena
- Lucrecia Capello - Tamara
- Jorge Sassi - Antúnez
- Pablo Brichta - Tommy
- Mónica Villa - Nancy
- Rubén Stella - Policía
- Max Berliner - Don Marcos
- Juan Carlos Desanzo - Empleado de lavadero
- Oscar Escobar
- Esteban Villarreal